# وب‌مستر
وب مستر (به انگلیسی: Web master) در لغت به معنی
مدیر سایت یا کارشناس پشتیبان وب سایت نیز نامیده می‌شود که به طراحان و توسعه دهندگان وب‌سایت، مدیران وب‌سایت و وبلاگ و تمامی افرادی که در مدیریت یک وبگاه نقش دارند، گفته می‌شود.

## وظایف
حیطهٔ وظایف وبمستر بسیار وسیع و متنوع می‌باشد به طوری که به نسبت هدف وب‌سایت ممکن است در حیطهٔ فعالیت وب مستر تغییراتی ایجاد شود. به عنوان نمونه از مدیریت محتوای سایت تا مدیریت سرور یا هر دوی اینها ممکن است جزئی از وظایف وب مسترها باشد.

## تخصص‌های مورد نیاز وبمستر
همان‌طور که در بخش قبل شرح داده شد حیطهٔ وظایف یک وبمستر بسیار وسیع و گسترده‌است، اما تمام این وظایف حول محور مدیریت وبسایت قرار دارند و شامل موارد زیر می‌شوند:
- برنامه‌نویسی تحت وب
- بهینه‌سازی موتورهای جستجو
- تولید محتوای مورد نیاز وبسایت
- مدیریت سرور و میزبان سایت
- تأمین امنیت وبسایت
- بازاریابی اینترنتی و دیجیتال
- آنالیز ترافیک ورودی وبسایت
- بهبود پیوستهٔ تجربه و رابط کاربری
- عیب‌یابی وبسایت